# Избиј Беле Црвеним клином
Избиј Беле Црвеним клином је совјетски пропагандни, литографски постер којег је 1919. године израдио Ел Лисицки. Постер, димензија 23 x 19 цм, приказује велики црвени клин, који симболизује бољшевике, како избија велики бели круг, симбол белоармејаца. Постер је кориштен као један од најпознатијих симбола Октобарске револуције 1917. године и данас је једно од ауторових најпознатијих дела и један од најзначајнијих примера руске авангардне уметности. Текст на литографији говори: „Клином црвеним (лева страна) избиј Беле (десна страна)".
Стилски, постер је најближи супрематизму, али могу да се уоче одлике кубо-футуризма (текст на слици) те конструктивизма, на чији је развој Ел Лисицки утицао. 
Дело је коришћено и прерађено од стране многих организација и уметника, међу којима је и алтернативни бенд Франц Фердинанд.